# Miloševo (Jagodina)
Pour les articles homonymes, voir Miloševo.
Miloševo (en serbe cyrillique : Милошево) est un village de Serbie situé sur le territoire de la ville de Jagodina, district de Pomoravlje. Au recensement de 2011, il comptait 987 habitants.

## Démographie
| 1948  | 1953  | 1961  | 1971  | 1981  | 1991  | 2002  | 2011 |
| ----- | ----- | ----- | ----- | ----- | ----- | ----- | ---- |
| 2 039 | 2 087 | 2 091 | 1 866 | 1 665 | 1 427 | 1 229 | 987  |

|  |